# Saint-Péran
Saint-Péran település Franciaországban, Ille-et-Vilaine megyében. Lakosainak száma 415 fő (2022. január 1.). Saint-Péran Iffendic, Monterfil, Paimpont, Plélan-le-Grand és Treffendel községekkel határos.

## Népesség
A település népessége az elmúlt években az alábbi módon változott:
| Lakosok száma | 209  | 160  | 169  | 299  | 382  | 401  | 410  | 418  | 418  | 415  |
|               | 1968 | 1982 | 1990 | 2006 | 2013 | 2015 | 2017 | 2019 | 2020 | 2022 |